# Piosenki (album Balkan Electrique)
Piosenki – album kompilacyjny zespołu Balkan Electrique. Wydany w roku 2004 nakładem wydawnictwa Fonografika.

## Lista utworów
źródło:.
1. „Ya me podaj” – 4:28
2. „Hi Jackers Party” – 4:22
3. „Tainted Love” – 3:42
4. „Dwa słońca” – 4:39
5. „Tota” – 4:36
6. „Sarajewo” – 3:28
7. „Smalltown Boy” – 4:12
8. „Jutro” – 5:14
9. „Brudna jak ja” – 4:29
10. „Dimitrica” – 5:32
11. „Wiersze i sny” – 4:02
12. „Dragijeva Czeszma” – 5:08
13. „No Longer With You” – 3:52
14. „Sexmix” – 4:27
15. „Somewhere on The Moon” – 4:48
16. „Je mi podaj 1994” – 3:46

## Muzycy
źródło:.
- Fiolka Najdenowicz – śpiew
- Sławomir Starosta – instrumenty klawiszowe, śpiew

gościnnie
- Marek Sierocki – akordeon
- Bogdan Wawrzynowicz – gitara basowa, gitara
- Wojciech Kowalewski – perkusja, instrumenty perkusyjne
- Rafał Paczkowski – chórki, instrumenty klawiszowe
- Artur Affek – gitara
- Winicjusz Chróst – gitara
- Jarosław Zawadzki – saksofon, flet
- Jerzy Szarecki – trąbka